# Vilém X. Akvitánský
Vilém X. Akvitánský (francouzsky Guillaume X de Poitiers, okcitánsky Guilhèm X de Peitieus; 1099 – 9. dubna 1137) byl v letech 1126–1137 akvitánským vévodou, gaskoňským vévodou a hrabětem z Poitiers. Do historie se nejvíc zapsal jako otec francouzské a později anglické královny Eleonory Akvitánské.

## Život

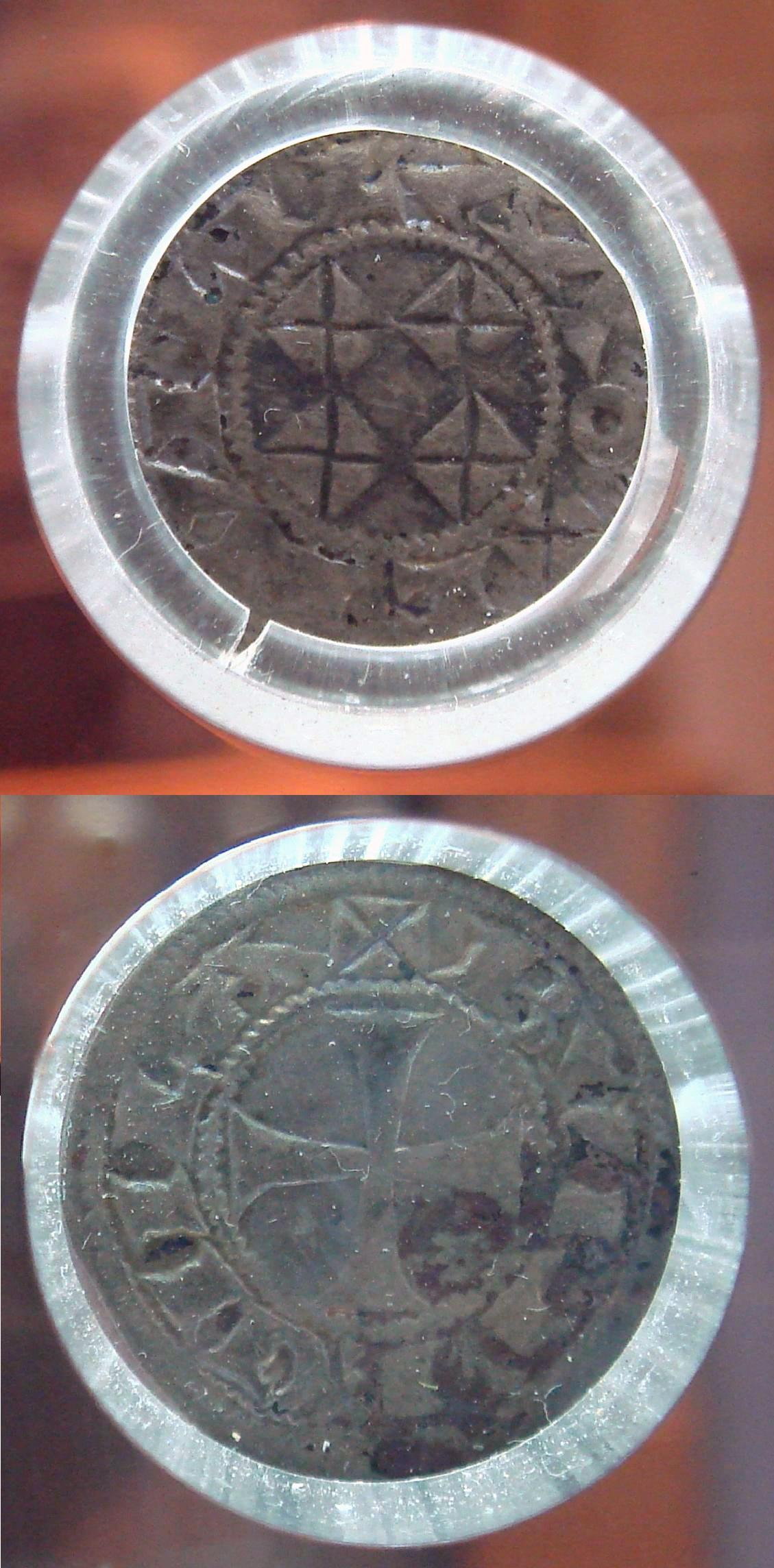
Mince ražené Vilémem X.

Narodil se roku 1099 ve městě Toulouse jako prvorozený syn akvitánského vévody Viléma IX. a jeho druhé manželky Filipy z Toulouse. Zde pobyl jen krátce, neboť jeho otec jej roku 1100 zastavil bratranci své ženy, Bertrandu ze Saint-Gilles.
S otcem měl po dlouhou dobu špatný vztah kvůli vévodově nevěře, Vilémově matce. Usmířili se až po svatbě s Eleonorou z Châtelleraultu, dcerou vévodovy milenky. Narodily se jim tři děti, a to syn Vilém, a dcery Petronila a Eleonora. Malý následník však ve věku čtyř let roku 1130 zemřel, stejně jako jeho matka.
Podle kronikářů byl milovnkem umění a lovu. Zároveň vynikal v boji, což dokázal vypleněním Normandie roku 1136. Zároveň se dostal do konfliktu i s Francií. Musel i potlačovat povstání na svém vlastním území, jako například vzpouru Lusignanů a Parthenayů. V mezinárodní politice podporoval vzodoropapeže Anakleta II. proti Inocenci II., avšak roku 1134 ho později svatořečený Bernard z Clairvaux přesvědčil, aby podpořil Inocence.
Roku 1137 se připojil k pouti do Santiaga de Compostela. Cestu však nedokončil, neboť během ní 9. dubna na Velký pátek zemřel na otravu jídlem. Na smrtelné posteli měl prý požádat francouzského krále Ludvíka VI. o patronát nad jeho dcerou Eleonorou. Tu nakonec král provdal za vlastního syna, pozdějšího krále Ludvíka VII.